# Мариинская женская гимназия (Новочеркасск)
Здание бывшей Мариинской женской гимназии  расположено в центре Новочеркасска на улице Атаманской. Построено в 1886 году в стиле классицизм по проекту архитектора А. А. Ященко. Является объектом культурного наследия регионального значения.

## История

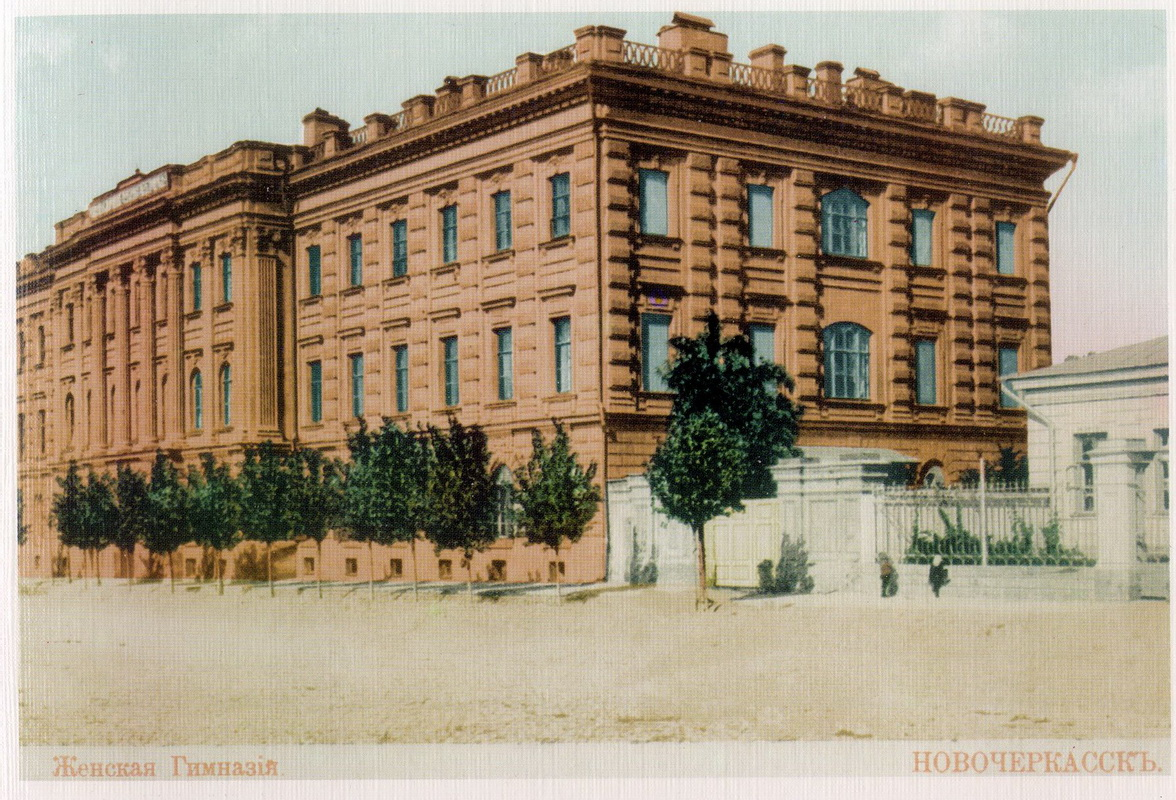
Новочеркасская женская гимназия на открытке

Новочеркасское девичье училище первого разряда открылось в 1860 году. Учебное заведение давало образование дочерям казаков среднего сословия Войска Донского. Подобно гимназиям училище было открытым учебным заведением, без пансиона. Оно подчинялось, как и другие учебные заведения, Министерству народного просвещения, местной дирекции училищ и начальнику учебного округа, при этом, находясь под особым покровительством наказного атамана. Он же избирал почетную попечительницу училища. Первой на эту должность была избрана супруга начальника штаба донского княгиня Надежда Андреевна Дондукова-Корсакова.
Непосредственно управлением заведения, его благосостоянием, нравственным и физическим воспитанием девиц занималась начальница училища. Первой начальницей была назначена жена есаула Свечникова. С 1 августа по 1 сентября вёлся приём учениц в возрасте от 9 до 14 лет. Устав предписывал воспитанницам ношение формы не только во время занятий, но и в свободное время в общественных местах. В гимназии преподавались арифметика, словесность, пение, естествоведение, рукоделие и танцы. В 1867 году Новочеркасское девичье училище было преобразовано в Донскую женскую гимназию, получившую наименование мариинской, о чём свидетельствует запись в деле № 7069 канцелярии войскового наказного атамана: «в честь августейшего имени ее Императорского Высочества Государыни Цесаревны». Гимназия содержалась на средства Войска Донского и за счёт учащихся.
В 1917 году после Октябрьской революции гимназия закрылась. В советское время здание занимал Ростовский сельскохозяйственный техникум (ныне — Аграрный техникум) и штаб Союза казачьих войск России и зарубежья. В настоящее время объект передан Новочеркасскому техникуму промышленных технологий и управления и является одним из его учебных корпусов.
В 2014 году началось обсуждение возможности воссоздания женской гимназии, но уже в другом здании.

## Описание
Центр симметричного трехэтажного здания выделен ризалитом, украшенным полуколоннами усложненного ордера, переходящими по углам ризалита в пилястры. Ступенчатый антаблемент с орнаментальным карнизом, рисунок которого вторит каннелюрам колонн и пилястр поддерживает импровизированный портик. Портик помимо оформления главного входа выявляет функциональную структуру здания, обозначая на фасаде двухсветный зал, служивший домовой церковью. Разнообразная по фактуре рустовка стен первого этажа находит продолжение в композиционных вертикалях по всему фасаду, объединяя оконные проёмы трех этажей. Оконные наличники на разных этажах выполнены различной формы со своим выразительным рисунком, заполненным внутри оригинальным орнаментом. В изысканной графичности деталей нет свойственной строгой классике сухости и монотонности, и по богатству декора это произведение архитектуры можно отнести к русскому ампиру.